# Свистун вохристий
Свистун вохристий (Pachycephala griseonota) — вид горобцеподібних птахів родини свистунових (Pachycephalidae). Ендемік Індонезії.

## Підвиди
Виділяють п'ять підвидів:
- P. g. lineolata Wallace, 1863 — острови Сула[en];
- P. g. cinerascens Salvadori, 1878 — південні острови Лау[en];
- P. g. examinata Hartert, E, 1898 — острів Буру;
- P. g. griseonota Gray, GR, 1862 — острів Серам;
- P. g. kuehni Hartert, E, 1898 — острови Кай[en].

## Поширення і екологія
Вохристі свистуни є ендеміками вологих тропічних лісів Молуккських островів.